# Prva Liga (Servië)
De Prva Liga (Servisch: Прва Лига Србија) (Sponsornaam Prva Liga Telekom Srbija) is de tweede voetbaldivisie in Servië en de Servische opvolger van de Druga liga Srbije i Crne Gore u fudbalu die in de confederatie Servië en Montenegro tot 2006 gespeeld werd. In Montenegro ging toen de Druga Crnogorska Liga van start. In deze competitie spelen 18 clubs. Tot 2004 waren er twee reeksen in de tweede klasse. Vanaf het jaar 2006 zijn de voetbalklassen in Servië totaal herverdeeld en bestaat de huidige Prva Liga uit 16 teams.

## Promotie / degradatie

### Promotie
De eerste 30 wedstrijden van de competitie vinden plaats in de reguliere competitie. De nummers 1 t/m 8 komen terecht in de promotiegroep. Alle clubs spelen hier één wedstrijd tegen elkaar. De nummers 1 en 2 promoveren direct naar het hoogste niveau. De clubs die als 3e en 4e zijn geëindigd spelen promotie/degradatie wedstrijden tegen de nummers 13 en 14 uit de Superliga.

### Degradatie
De clubs die als 9e t/m 16e zijn geëindigd in de reguliere competitie komen terecht in de degradatiepoule. Nadat elke ploeg 1 wedstrijd tegen elkaar heeft gespeeld degraderen de vier laagst geplaatste clubs naar het derde niveau, de Srpska Liga. Deze clubs worden verdeeld over de vier districten (Belgrado, Vojvodina, oost en west). De kampioen van elk district promoveert naar het tweede niveau. 

## Kampioenen
Tussen haakjes staat het aantal kampioenschappen dat de club heeft behaald.
- 2007 - FK Mladost Lučani (1)
- 2008 - FK Habitpharm (1)
- 2009 - FK Borac Čačak (1)
- 2010 - FK Inđija (1)
- 2011 - BASK Beograd (1)
- 2012 - FK Radnički Niš (1)
- 2013 - FK Napredak Kruševac (1)
- 2014 - FK Mladost Lučani (2)
- 2015 - FK Radnik Surdulica (1)
- 2016 - FK Napredak Kruševac (2)
- 2017 - FK Mačva Šabac (1)
- 2018 - FK Proleter Novi Sad (1)
- 2019 - FK TSC Bačka Topola (1)
- 2020 - FK Zlatibor (1)
- 2021 - FK Radnički (1)
- 2022 - FK Mladost GAT (1)
- 2023 - FK IMT (1)
- 2024 - OFK Beograd (1)